# George MacKay
George MacKay (Londres,  13 de marzo de 1992) es un actor y modelo británico de ascendencia australiana. Es conocido por sus papeles como Curly, en Peter Pan; como Riccio, en The Thief Lord; como Joe "Bromley" Cooper, en Pride;  como Eddie, en How I Live Now, y como el cabo Schofield, en 1917.

## Biografía
Es hijo de Kim Baker, diseñadora de producción, y de Paul MacKay, iluminador de origen australiano. Tiene una hermana menor, Daisy MacKay. Estudió en The Harrodian School, una escuela privada situada en el suroeste de Londres.
En 2002 un cazatalentos le ofreció realizar una audición para la adaptación de 2003 de Peter Pan dirigida por P. J. Hogan. MacKay interpretó a Curly, uno de los niños perdidos. Dos años después obtendría el papel de Riccio en El príncipe de los ladrones. Otro trabajo destacado en su filmografía fue la miniserie Johnny and the Bomb, basada en la novela homónima de Terry Pratchett. Posteriormente intentaría entrar en la Real Academia de Arte Dramático y la London Academy of Music and Dramatic Art, pero sin éxito.
En televisión participó en series como Rose and Maloney, Footprints in the Snow y The Brief.
En 2008 interpretó el papel de Aaron en la película Defiance, y en 2009 compartió cartel con Clive Owen en The Boys Are Back. En 2011 participó en la película independiente de género musical Hunky Dory, junto a Minnie Driver, Aneurin Barnard y Kimberley Nixon.
En 2012 tuvo un papel protagonista en Private Peaceful, y participó en la película para televisión The best of men, basada en la vida de Ludwig Guttman. En 2013 interpretó a Eddie en How I Live Now, película dirigida por Kevin Macdonald en la que comparte protagonismo con la irlandesa Saoirse Ronan. Ese mismo año participó en la película musical Amanece en Edimburgo. 
En 2014 formó parte del elenco de la película Pride, ambientada en la Inglaterra de 1984. Entre abril y mayo de 2015 protagonizó la obra Ah, Wilderness!, dirigida por Natalie Abrahami. Ese mismo año interpretó a Lewis Aldridge en la adaptación para televisión de la BBC The Outcast.
En 2016 fue uno de los integrantes del thriller 11.22.63, distribuido por la plataforma Hulu y producido por Stephen King. En marzo volvió al teatro para participar en la obra The Caretaker, dirigida por Matthew Warchus y en la que compartió tablas con Timothy Spall y Daniel Mays. Ese mismo año estrenó la película Captain Fantastic, donde interpretó a Bodevan Cash, hijo mayor de Ben Cash interpretado por Viggo Mortensen.
En 2017 se estrenó la película El secreto de Marrowbone dirigida por el español Sergio G. Sánchez, en la que MacKay interpreta a uno de los cuatro hermanos protagonistas de la cinta. En 2018 participó en hasta tres películas: Where Hands Touch, de la directora británica Amma Asante, Been so Long, película musical de Tinge Krishnan, y Ophelia, una versión de Hamlet dirigida por Claire McCarthy.

## Filmografía

### Cine
| Año  | Título                             | Personaje              | Dirección                     | Notas                                                    |
| ---- | ---------------------------------- | ---------------------- | ----------------------------- | -------------------------------------------------------- |
| 2003 | Peter Pan                          | Curly                  | P. J. Hogan                   |                                                          |
| 2006 | El príncipe de los ladrones        | Riccio                 | Richard Claus                 |                                                          |
| 2008 | Defiance                           | Aron Bielski           | Edward Zwick                  |                                                          |
| 2009 | The Boys Are Back                  | Harry                  | Scott Hicks                   |                                                          |
| 2011 | Hunky Dory                         | Jake Zeppi             | Marc Evans                    |                                                          |
| 2012 | Private Peaceful                   | Soldado Tommo Peaceful | Pat O'Connor                  |                                                          |
| 2013 | Mi vida ahora                      | Eddie                  | Kevin Macdonald               |                                                          |
| 2013 | Amanece en Edimburgo               | Davy                   | Dexter Fletcher               |                                                          |
| 2013 | For Those in Peril                 | Aaron                  | Paul Wright                   | Ganador a mejor actor en los premios BAFTA Scotland 2013 |
| 2013 | Breakfast with Jonny Wilkinson     | Jake                   |                               |                                                          |
| 2014 | Pride                              | Joe "Bromley" Cooper   | Matthew Warchus               |                                                          |
| 2014 | Bypass                             | Tim                    |                               |                                                          |
| 2016 | Captain Fantastic                  | Bodevan "Bo" Cash      | Matt Ross                     |                                                          |
| 2017 | El secreto de Marrowbone           | Jack Marrowbone        | Sergio G. Sánchez             |                                                          |
| 2018 | Where Hands Touch                  | Lutz                   | Amma Asante                   |                                                          |
| 2018 | Been so Long                       | Gil                    | Tinge Krishnan                |                                                          |
| 2018 | Ophelia                            | Hamlet                 | Claire McCarthy               |                                                          |
| 2019 | 1917                               | Cabo Schofield         | Sam Mendes                    |                                                          |
| 2019 | Guía sexual para una segunda cita  | Ryan                   | Rachel Hirons                 |                                                          |
| 2020 | The True History of the Kelly Gang | Ned Kelly              | Justin Kurzel                 |                                                          |
| 2021 | Múnich en vísperas de una guerra   | Hugh Legat             | Christian Schwochow           |                                                          |
| 2021 | Wolf                               | Jacob                  | Nathalie Biancheri            |                                                          |
| 2022 | I Came By                          | Toby Nealey            | Babak Anvari                  |                                                          |
| 2023 | Femme                              | Preston                | Sam H. FreemanNg , Choon Ping |                                                          |
| 2023 | La bestia                          | Louis Lewanski         | Bertrand Bonello              |                                                          |

### Televisión
| Año  | Título                 | Personaje             | Cadena de emisión |
| ---- | ---------------------- | --------------------- | ----------------- |
| 2004 | Rose and Maloney       | Young Calum           | ITV1              |
| 2005 | Footprints in the Snow | Nathan Hill           |                   |
| 2006 | Johnny and the Bomb    | Johnny Maxwell        | BBC               |
| 2006 | Tsunami: The Aftermath | Adam Peabody          | BBC, HBO          |
| 2007 | The Old Curiosity Shop | Kit Nubbles           | ITV               |
| 2012 | Birdsong               | Soldado Douglas       | BBC One           |
| 2012 | The Best of Men        | Private William Heath | BBC               |
| 2015 | The Outcast            | Lewis Aldridge        | BBC               |
| 2016 | 11.22.63               | Billy Turcotte        | Hulu, Fox         |